# Alfredo Saldívar
Alfredo Saldívar, né le 9 février 1990 à Mexico au Mexique, est un footballeur mexicain qui évolue au poste de gardien de but avec le club du Deportivo Toluca.